# 松冈利胜
松冈利胜（1945年2月25日—2007年5月28日），日本政治家。

## 生平
松冈出生于九州熊本县，1969年毕业于鸟取大学农业系，进入日本农林水产省工作。1990年当选日本众议员，随后加入自民党，属于龟井静香一派。
2005年，当龟井坚决反对小泉纯一郎的邮政改革法案时，松冈背弃龟井，转而支持小泉。2006年安倍晋三接任日本首相后，任命松冈为农林水产大臣。
松冈上任后，立即陷入一系列的政治丑闻中，包括涉嫌收賄及浮報開支。虽然安倍一直對其表示支持，但是松冈还是于2007年5月28日在家中自缢身亡，為二次大戰後首位自害身亡的在任日本內閣官員。